# Felix Sohie

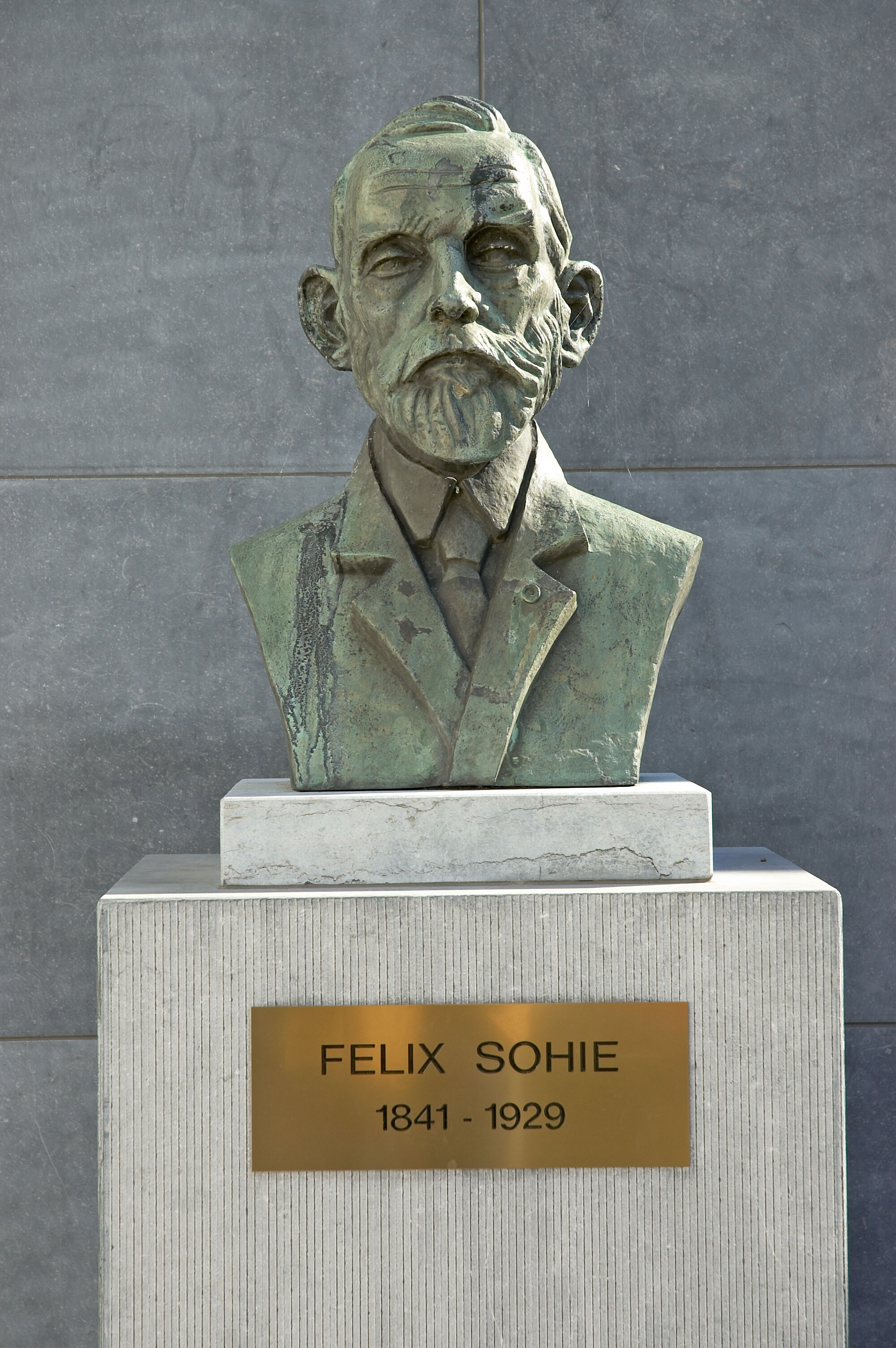
Beeld van Felix Sohie in Hoeilaart

Felix Sohie (Hoeilaart, 1841 - Sint-Pieters-Woluwe, 22 juni 1929) legde rond 1862 de grondslag van de druiventeelt onder glas in Huldenberg en Hoeilaart in België.
In 2019 werd in Felix Sohie’s geboorteplaats Hoeilaart ‘Felix De Musical’ opgevoerd, gewijd aan het leven van Sohie. Deze musical werd 5 keer opgevoerd in de Hoeilaartse sporthal, meer bepaald op 29 en 30 november en op 1 december, en dit voor in het totaal zo’n 3000 toeschouwers.

## Levensloop
Sohie toonde van jongs af aan voorliefde voor de fruitboomteelt en tuinbouw. In 1860 haalde hij zijn diploma aan de tuinbouwschool te Vilvoorde. Na zijn studie werkte hij bij baron Theodoor de Baudequin de Peuty op het kasteel te Huldenberg. In een kleine kas/serre slaagde hij er in om druiven te oogsten van een uitzonderlijke kwaliteit. Het overschot van de druiven mocht hij zelf verkopen in Brussel. Na het overlijden van de baron begon Sohie in 1865 samen met twee broers met het aanleggen van zijn eerste serres met verwarming. In het totaal waren het er in 1895 een kleine 200, waaronder een grote serre van 74 bij 17,5 m verwarmd door 8 fornuizen en een gemiddelde jaaropbrengst van 2400 kg. Sohie droeg zijn kennis over aan tuinders zoals Pelagie Waeyenbergh, die later op haar beurt een pionier zou worden van de tuinbouw in de Mechelse groentestreek.
Op 10 september 1870 huwde hij met de toen 19-jarige Octavie Eugénie Deleau.
Sohie overleed in zijn woning te Sint-Pieters-Woluwe.